# IC 5251
IC 5251 је тројна звијезда у сазвјежђу Пегаз која се налази на листи објеката дубоког неба у Индекс каталогу.
Деклинација објекта је + 11° 9' 30" а ректасцензија 22h 45m 10,7s.